# Blair Witch Project
Blair Witch Project – amerykański horror filmowy w konwencji found footage z 1999 roku, wyreżyserowany przez Daniela Myricka i Eduardo Sáncheza, stylizowany na paradokument. Światowa premiera filmu odbyła się 25 stycznia 1999 roku podczas Sundance Film Festival. W maju tego samego roku film został zaprezentowany podczas Festiwalu Filmowego w Cannes. Na ekrany polskich kin trafił w marcu kolejnego roku. Realizacja filmu kosztowała zaledwie kilkadziesiąt tysięcy dolarów, podczas gdy zyski z dystrybucji wyniosły ponad dwieście czterdzieści osiem milionów dolarów. Sukces komercyjny przyczynił się do powstania sequela w roku 2000 – Księgi cieni: Blair Witch 2 (w Polsce – rok 2001). Planowano powstanie prequela Blair Witch Project, jednak ten został zawieszony. W 2016 wydano kolejny sequel, wyreżyserowany przez Adama Wingarda. Na motywach dylogii powstała trylogia gier komputerowych z gatunku survival horror.

## Fabuła
Film zrealizowany jest na wzór filmu dokumentalnego. Wiele scen nakręconych zostało za pomocą zwykłej kamery video. Zabieg ten dodał filmowi klimatu; miał także wzbudzić u widza poczucie, że ogląda wydarzenia, które naprawdę miały miejsce.
Troje studentów wybiera się do lasu Black Hills, niedaleko miejscowości Burkittsville w stanie Maryland, aby nakręcić dokument o legendarnej wiedźmie z Blair, rzekomo zamieszkującej okoliczne lasy. Z lasu nigdy jednak nie wrócili. Około roku po ich zaginięciu w ruinach domu Rustina Parra odnalezione zostają ich taśmy, na których uwieczniona jest ich kilkudniowa wędrówka po lesie. Jak się okazuje, w niedługim czasie po wejściu do lasu trójka bohaterów zaczyna słyszeć dziwne głosy i dostrzegać niepokojące zjawiska. Niedługo później okazuje się, że zabłądzili i nie mogą dostać się do swojego samochodu. Za wszelką cenę starają się przeżyć w lesie, co jednak nie okazuje się takie proste – coś złego naprawdę zamieszkuje lasy Black Hills. Josh znika w tajemniczych okolicznościach, niedługo później Heather i Michael otrzymują „paczkę” zawierającą makabryczną przesyłkę. W końcu, kierowani krzykami, docierają do ruin domu Rustina Parra, który porywał i mordował dzieci z pobliskiego miasteczka. W tym pomieszczeniu zarejestrowane zostały ostatnie minuty nagrań z kamer Heather i Michaela, na których widać ich desperackie próby odnalezienia kolegi. W obu przypadkach rejestrowany obraz nagle się urywa, pozostawiając widza samego z wieloma pytaniami.

## Obsada
Jako film stylizowany na paradokument, Blair Witch Project zawiera ograniczoną obsadę, której członkowie nie są w większości aktorami profesjonalnymi lub są osobami anonimowymi. Przed zdjęciami do Blair Witch Project, główni bohaterowie nie wystąpili w więcej niż jednym filmie, co miało potęgować u widza wrażenie, iż bohaterowie filmu nie są aktorami i są rzeczywistymi ofiarami klątwy leśnej wiedźmy.

### Role główne
- Heather Donahue jako Heather Donahue
- Joshua Leonard jako Joshua „Josh” Leonard
- Michael C. Williams jako Michael „Mike” Williams

### Pozostałe role
- Bob Griffith jako niski rybak
- Ed Swanson jako rybak w okularach
- Jackie Hallex jako kobieta z dzieckiem
- Jim King jako przepytywana osoba
- Mark Mason jako mężczyzna w żółtej czapce
- Patricia DeCou jako Mary Brown
- Sandra Sánchez jako kelnerka